# Plagusia squamosa
Plagusia squamosa är en kräftdjursart som först beskrevs av J. F. W. Herbst 1790.  Plagusia squamosa ingår i släktet Plagusia och familjen Plagusiidae. Inga underarter finns listade i Catalogue of Life.